# Alberto Santos-Dumont
Alberto Santos-Dumont (Cabangu, Palmira (Minas Gerais), 20 juli 1873 – Guarujá (São Paulo), 23 juli 1932) was een Braziliaanse luchtvaartpionier. Hij was de eerste die in Europa een vlucht uitvoerde met een toestel dat zwaarder was dan lucht.

## Levensloop

### Jeugd
Santos-Dumont was de zoon van een rijke koffieplanter van Franse origine. Hij raakte gefascineerd door de luchtvaart toen hij in 1888 voor het eerst een luchtballon zag in de stad São Paulo. Hij had een fascinatie voor het werk van Jules Verne dat vol zat met nieuwe uitvindingen en hij wilde deze wereld werkelijkheid maken.

### Luchtballonnen en luchtschepen

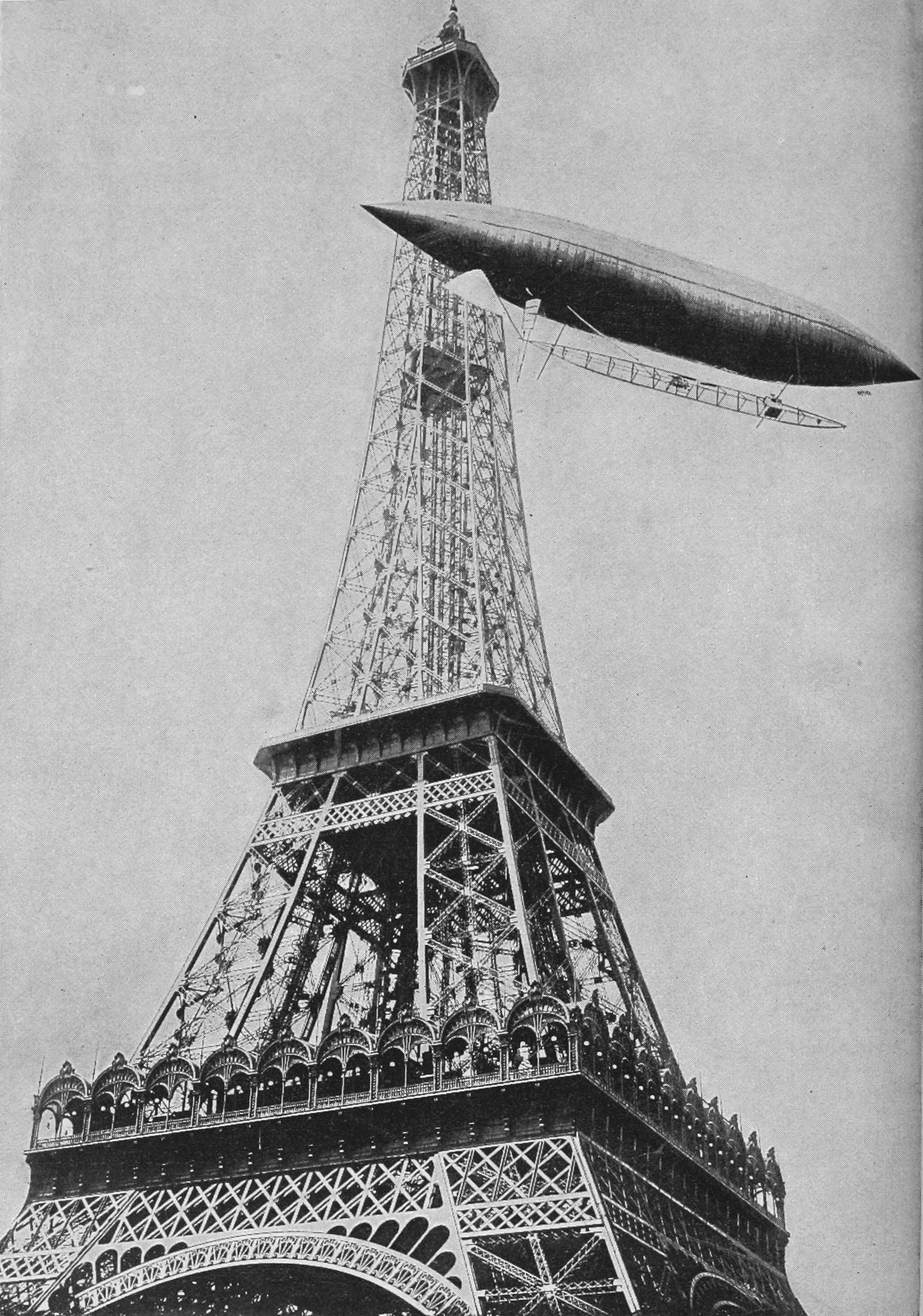
', mislukte poging om binnen 30 minuten van Aero-Club de France in Saint-Cloud naar de Eiffeltoren en terug te vliegen.
(1901), Smithsonian Institution

Al op 24-jarige leeftijd begon zijn avontuur met luchtschepen. In 1897 concentreerde hij zich op het bouwen van relatief kleine, gemotoriseerde bestuurbare luchtschepen. Zijn fascinatie met vliegen was al begonnen toen hij nog in Brazilië woonde, maar intensiveerde nadat hij naar Europa emigreerde.  Zijn ouders besloten het oude continent te bezoeken en naar het land van hun voorouders af te reizen. Santos-Dumonts vader was een zeer ontwikkeld man en de belangstelling van zijn zoon voor luchtvaart was hem niet ontgaan. Hij gaf zijn zoon niet alleen toestemming een ballonvaart te maken, maar ook toestemming in Parijs te studeren. Hij verhuisde voor zijn studie naar Parijs, een beslissing die grote gevolgen had voor de toekomstige vliegerloopbaan van Alberto Santos-Dumont. Het duurde niet lang voordat die studie vruchten begon af te werpen. In juli 1898 vloog hij in zijn eerste luchtballon, de Brazil. Omdat luchtballonnen niet bestuurd konden worden, begon hij met het ontwikkelen van een luchtschip. Op 28 september 1898 ging Santos-Dumont de lucht in met een sigaarvormig luchtschip dat was voorzien van een kleine verbrandingsmotor. Hij bereikte een hoogte van 400 meter. Dat was de eerste prestatie in zijn soort die Parijs te zien kreeg. Met zijn volgende optreden zorgde hij voor een absolute sensatie. Na enkele mislukkingen lukte het hem op 19 oktober 1901 met de No 6 een prijs van 100.000 francs te winnen. Deze prijs was door Henri Deutsch de la Meurthe, medeoprichter van de Franse Aëroclub, uitgeloofd voor het volbrengen van een vlucht vanaf de Aero-Club de France luchthaven in Saint-Cloud om de Eiffeltoren binnen 30 minuten. Het toegestroomde publiek stond versteld. Volgens krantenberichten uit die tijd was de vlucht niet geheel zonder gevaar geweest omdat de motor op 500 meter van de Eiffeltoren begon te sputteren en dreigde te stoppen. De alerte piloot liet de besturingsorganen voor wat ze waren en bemoeide zich met die motor, tot die weer liep. Zijn prestatie bracht Santos-Dumont wereldfaam. Hij bouwde in totaal veertien luchtschepen.

### Vliegtuigen

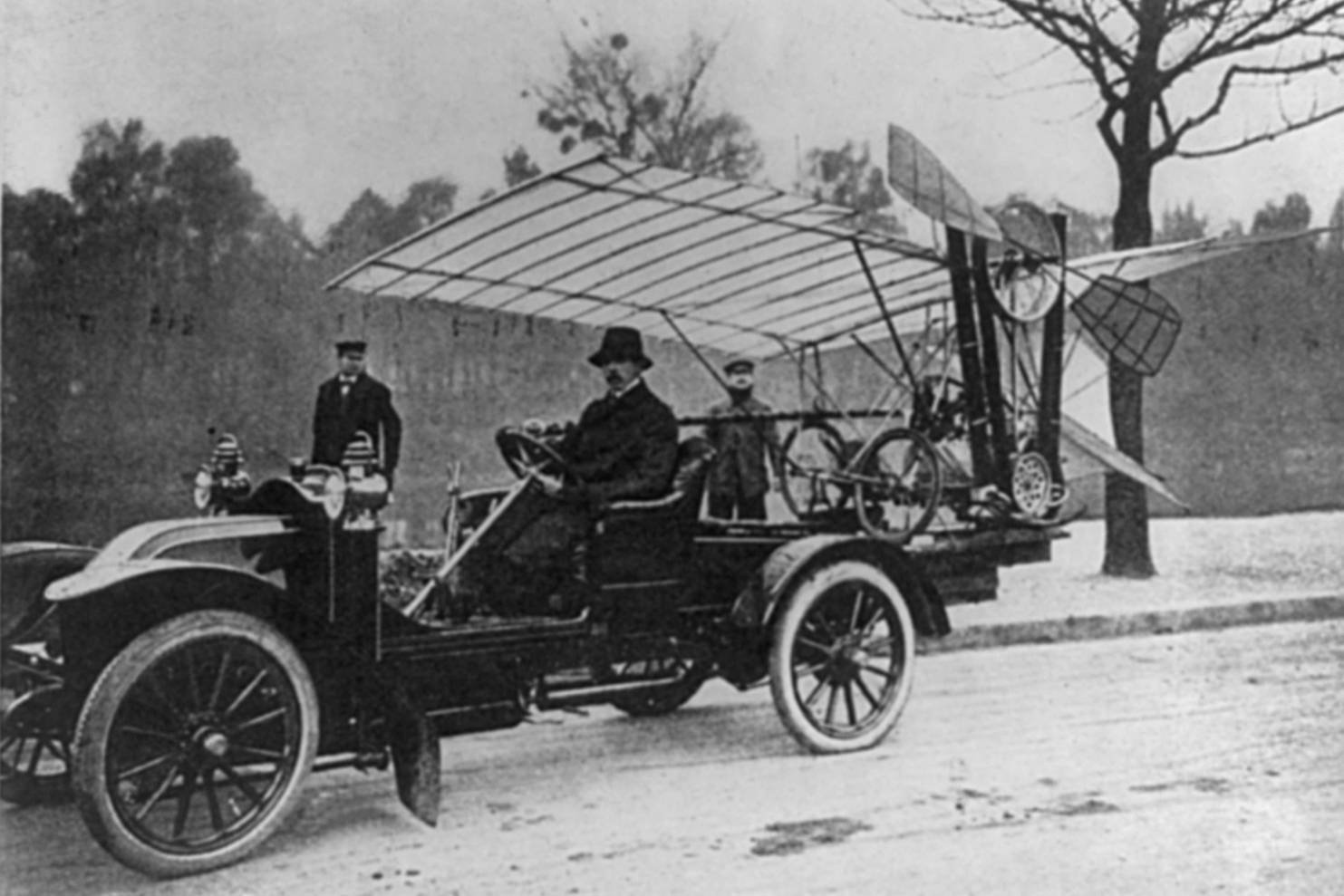
Alberto Santos-Dumont met zijn Demoiselle

Nadat hij van Octave Chanute hoorde dat de gebroeders Wright een vlucht hadden gemaakt met een vliegtuig, werd dat zijn volgende fascinatie. Naast zijn experimenten met luchtschepen begon Santos-Dumont gemotoriseerde vliegtuigen te ontwikkelen. Alle door hem gebouwde luchtschepen kregen een oplopend nummer. Zodoende kreeg het door hem gebouwde zweefvliegtuig, dat achter een motorboot werd opgesleept, het nummer 11. Het volgende ontwerp, een tweemotorig toestel dat helaas nooit getest werd, was nummer 12. De 13 en 14 waren weer luchtschepen. Nummer 15 zou een vliegtuig moeten worden, maar omdat het casco hangend onder luchtschip 14 werd getest, kreeg het de aanduiding 14 bis. Deze machine had de vorm van een doosvormige vlieger, met licht omhoog wijzende vleugels. 

#### Eerste gemotoriseerde vlucht in Europa met de 14 bis

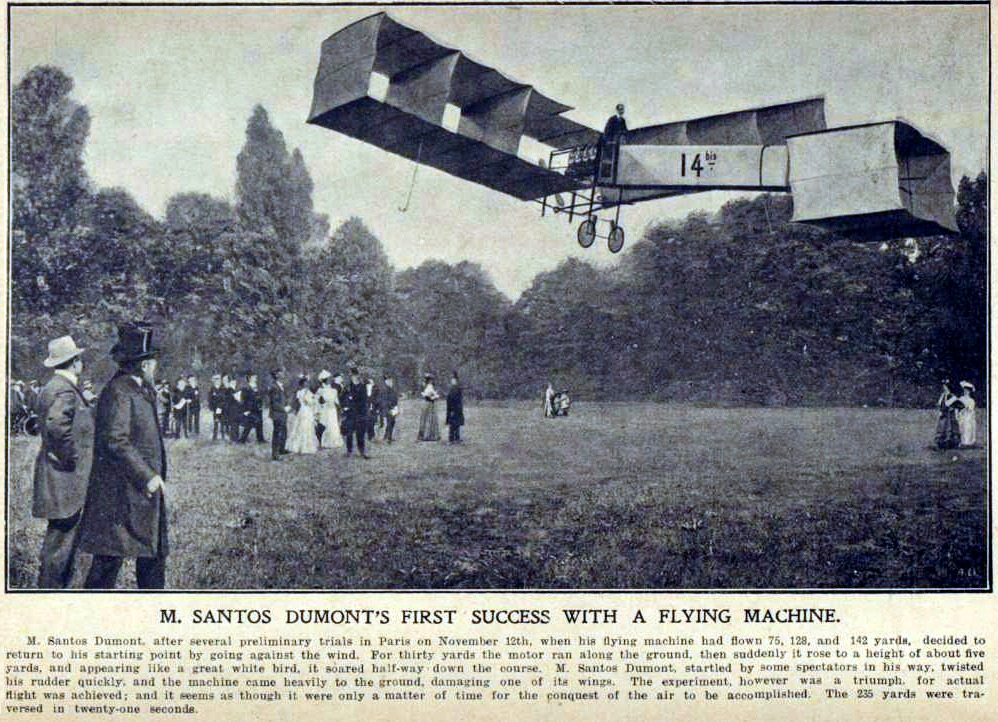
Santos zet met zijn 14 bis vliegtuig op 12 november 1906 een wereldrecord neer in Neuilly (Frankrijk) met een vlucht van 220 meter

Op 23 oktober 1906 maakt Alberto Santos-Dumont voor een verzamelde menigte in het Bagatelle Park in Neuilly (Frankrijk) de eerste vlucht met het 14 bis motorvliegtuig dat was gebouwd door Gabriel Voisin. Santos-Dumont maakte met dit toestel een sprong van 7 seconden en hij legde een afstand van 60 meter af. Deze prestatie ging de geschiedenis in als de eerste werkelijk gemotoriseerde vlucht in Europa. Dat was nog niet alles: op 12 november 1906 brak hij het wereldrecord met een vlucht van 220 meter. De bij de show aanwezige leden van de Franse Aëroclub verklaarden deze prestatie tot het eerste onomstotelijke wereldsnelheidsrecord voor vliegtuigen en beloonden de moedige piloot met een geldbedrag van 1.500 franc. De vliegerij stond nog in de kinderschoenen en deze vlucht werd beschouwd als een sensatie en als zodanig genoteerd in het register van de internationale luchtvaartfederatie (FAI). De snelheid bedroeg 41,292 km/u. 

#### Demoisselle
Dit was niet de eerste en zeker niet de enige verrichting op luchtvaartgebied van Santos-Dumont. Vervolgens ontwierp hij een vliegtuig dat zo licht en klein was dat het vervoerd kon worden met een auto, de Demoiselle. Het vloog voor het eerst op 6 maart in de plaats Issy-les-Moulineaux bij Parijs. Dit toestel bewees waartoe het in staat was toen Santos-Dumont in september 1909 een afstand van 18 kilometer binnen 16 minuten aflegde. Doordat de betreffende documentatie niet compleet is, weten we niet precies hoe de luchtschepen van Santos-Dumont van na 1909 er uitgezien hebben. Zijn totale vliegtuigproductie wordt geschat op zeven toestellen. Van de laatste, nummer 22, werd gezegd dat het een snelheid van 110 km/u had bereikt, maar bewijs daarvoor ontbreekt.

### Levenseinde
Hij vloog vanaf 1910 niet meer zelf. Rond deze tijd werd bij hem de ziekte multiple sclerose vastgesteld. Hij trok zich terug en verhuisde naar zijn vaderland Brazilië, waar hij op 23 juli 1932 zelfmoord pleegde. Naar men zegt onder andere omdat hij teleurgesteld was over het gebruik van vliegtuigen in oorlogsvoering.

## Braziliaanse held
In Brazilië wordt hij als een held bejubeld.  De stad Santos Dumont, de luchthaven Santos-Dumont in Rio de Janeiro en een snelweg zijn naar hem vernoemd. Santos-Dumont bewees met het bouwen van verschillende luchtschepen zijn universele ontwerpvaardigheden en wordt tot op heden beschouwd als een van de grootste luchtvaartpioniers uit de geschiedenis. In Brazilië is 23 oktober, de datum waarop hij in 1906 zijn eerste korte vlucht maakte, een nationale feestdag.
Zijn huis in de zomerresidentie van de keizers van Brazilië, Petrópolis, is tegenwoordig een klein museum.

## Galerij

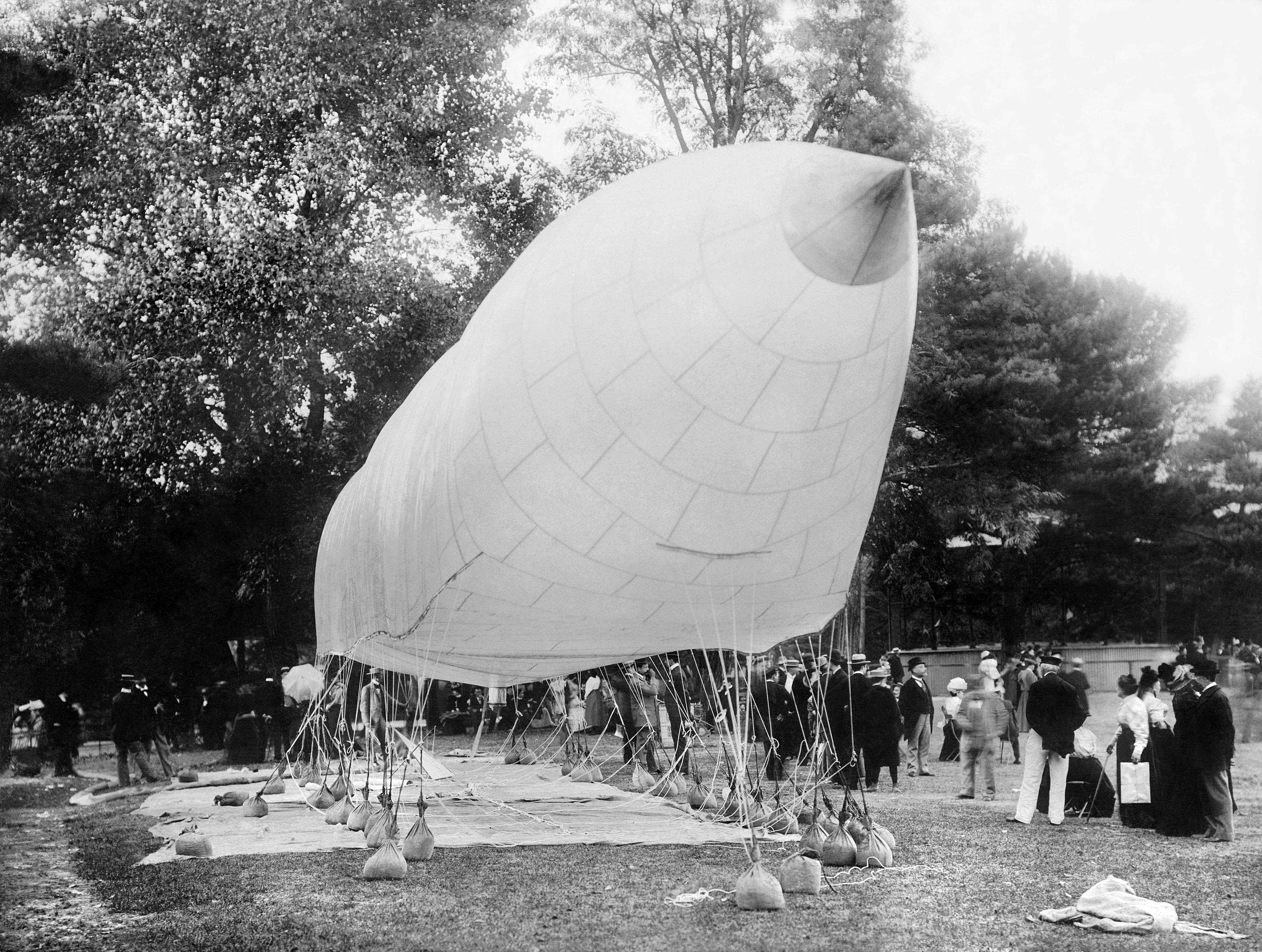
Dirigível No 1 (1898), Museu Paulista (São Paulo)
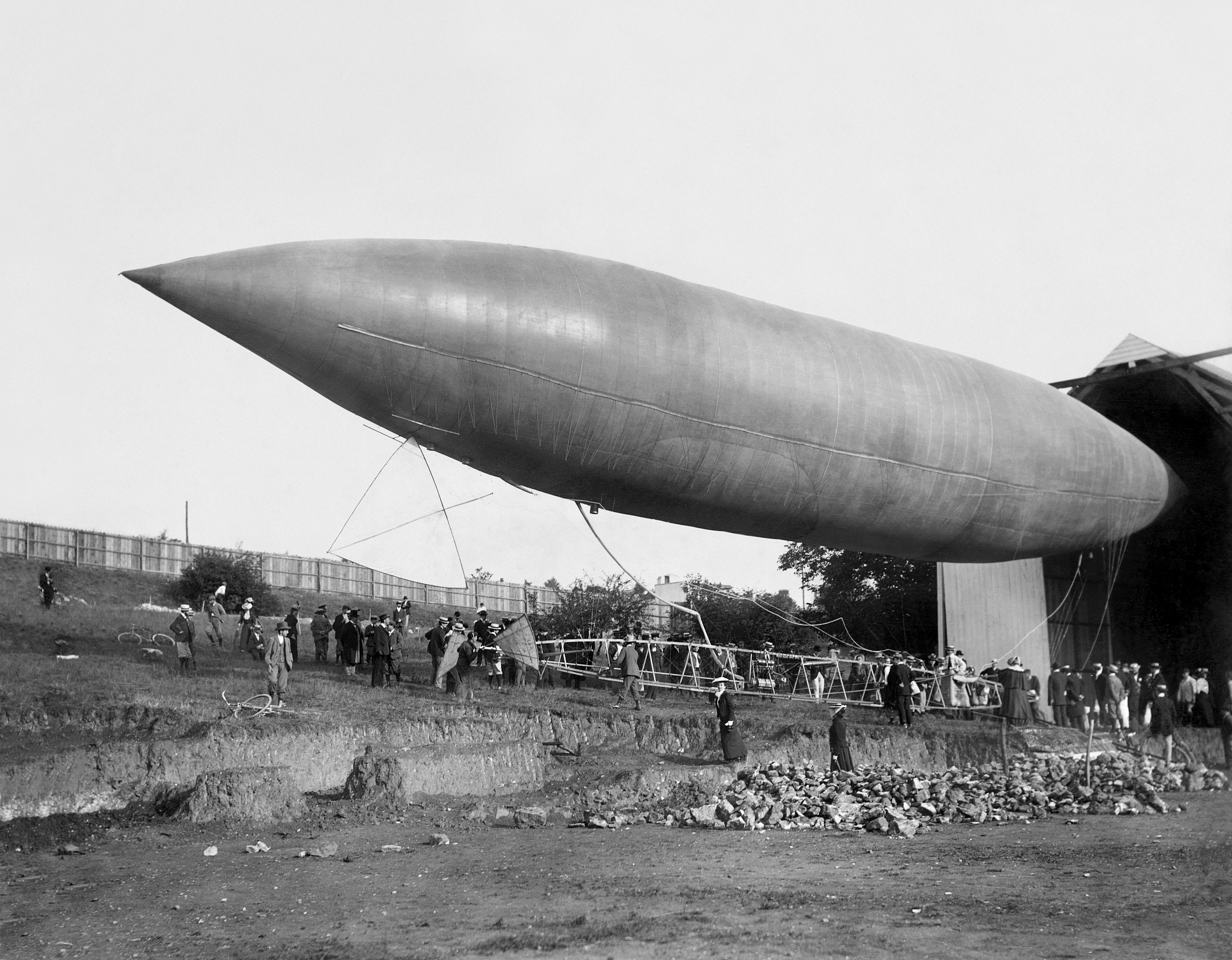
Dirigível No 5 (1901), Museu Paulista (São Paulo)
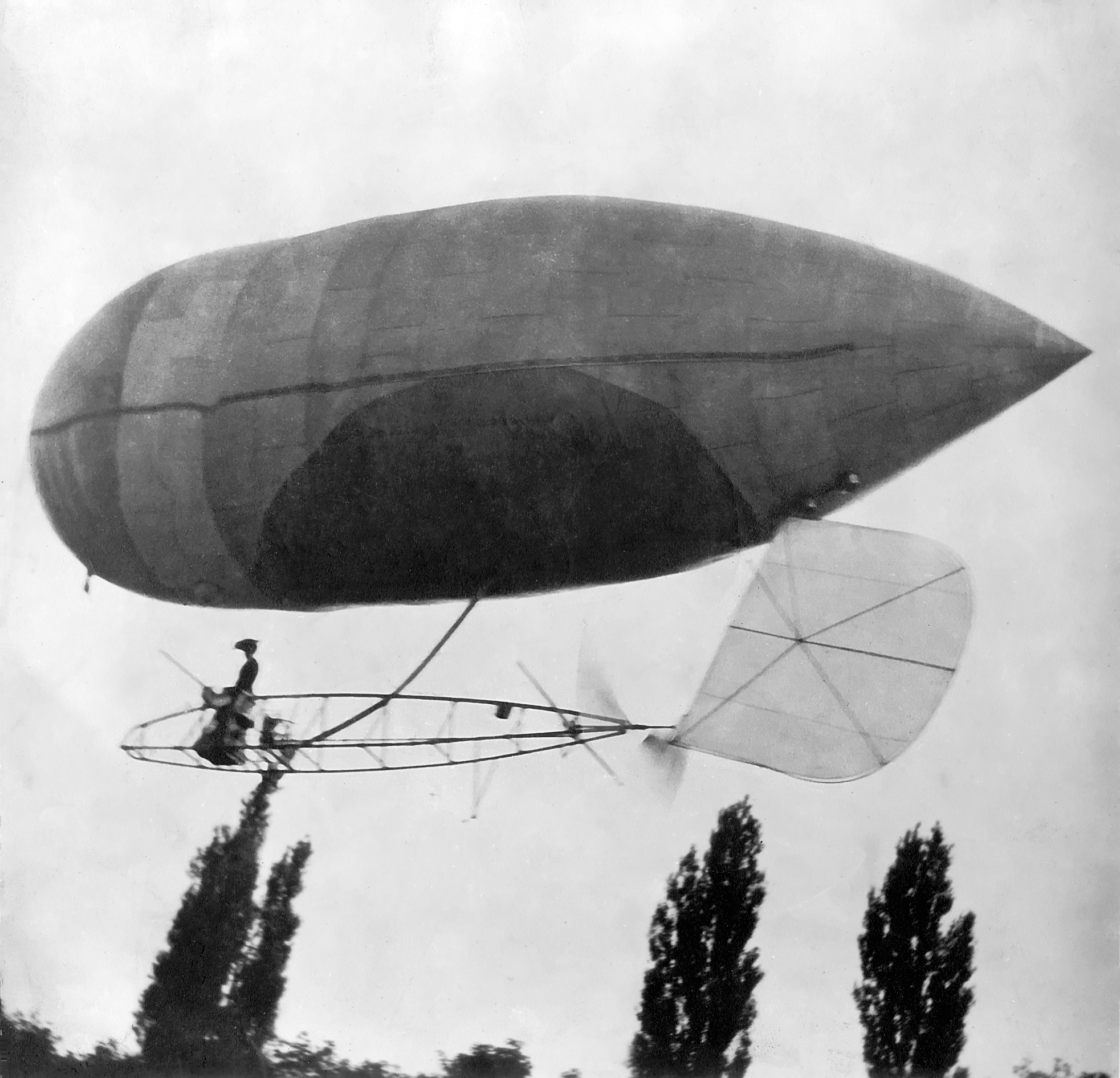
Dirigível No 9, La Baladeuse Bestuurd door de eerste pilote Aida D'Acosta Breckinridge (1903)
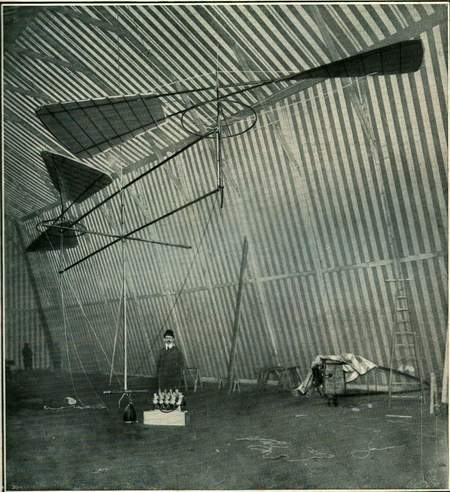
Helicóptero No 12 in de hangar (1905)
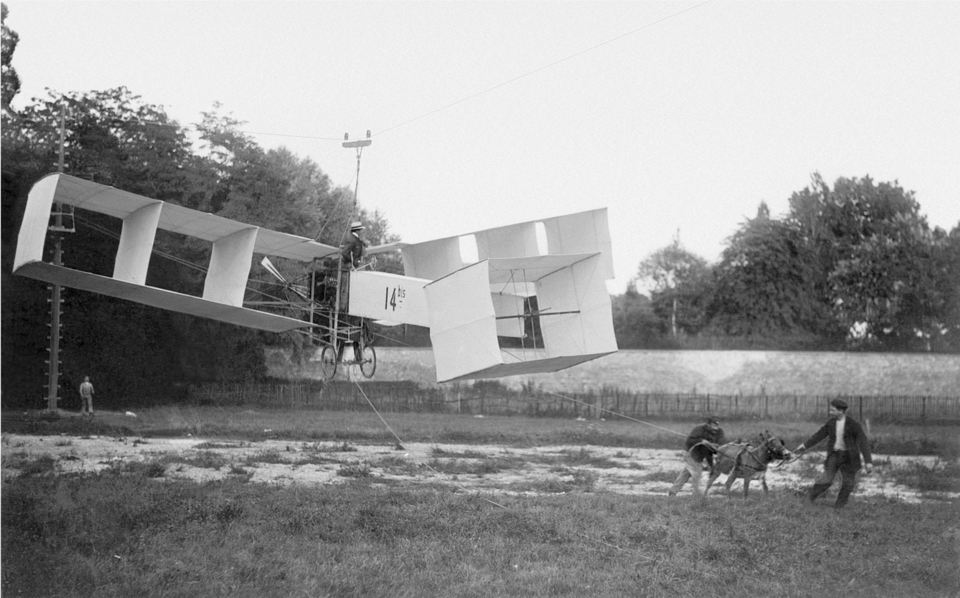
Het testen van No 14-bis met behulp een kabelbaan en een ezel (voor 1910)
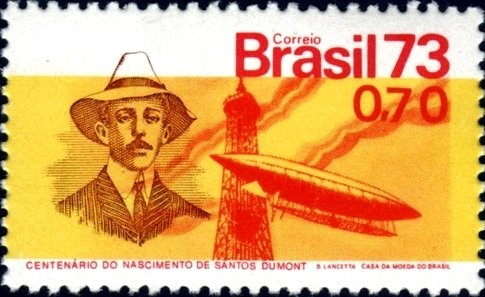
Postzegel ter ere van Santos-Dumont (1973)
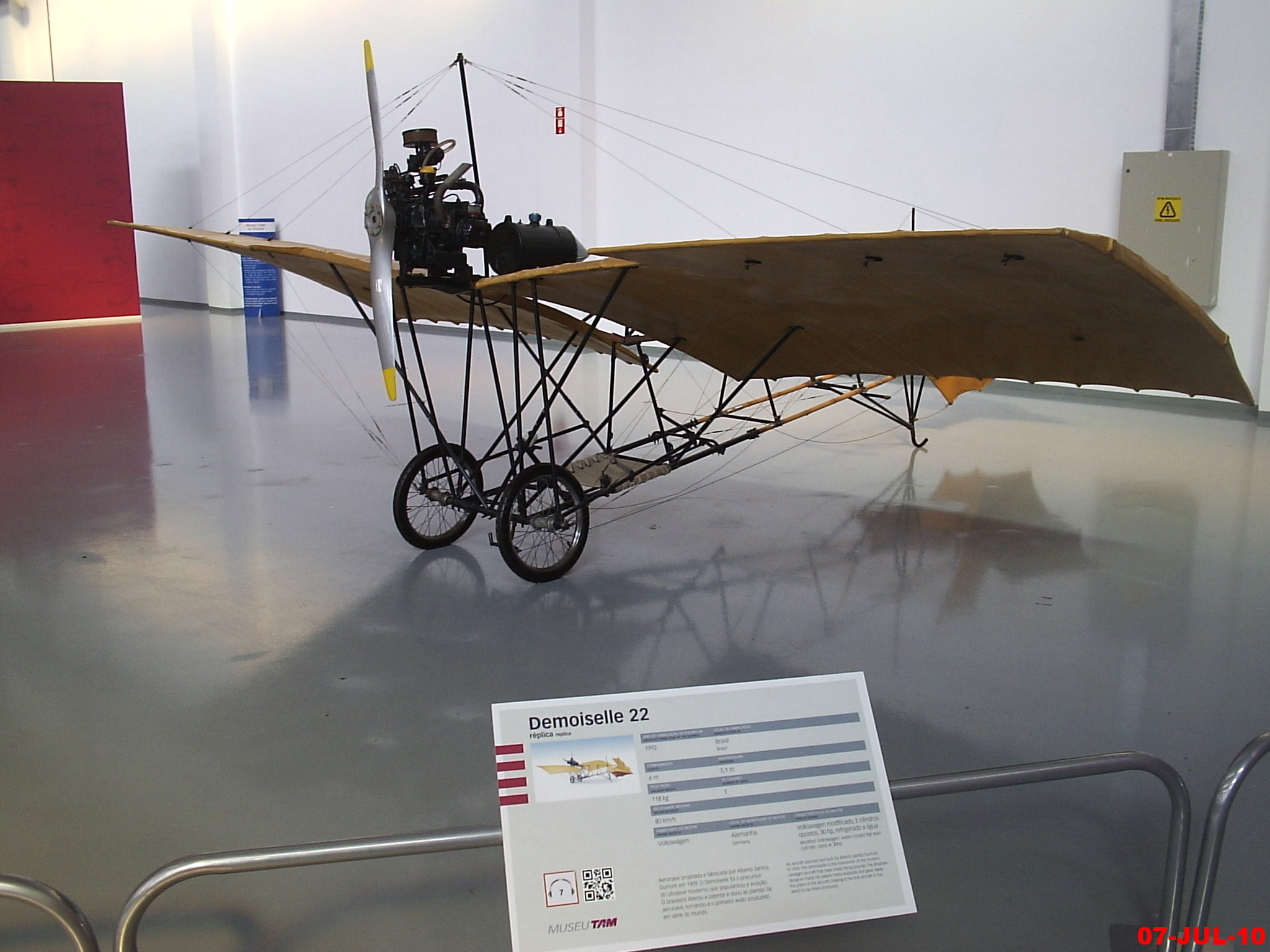
Demoiselle 22 Museu TAM (São Carlos)
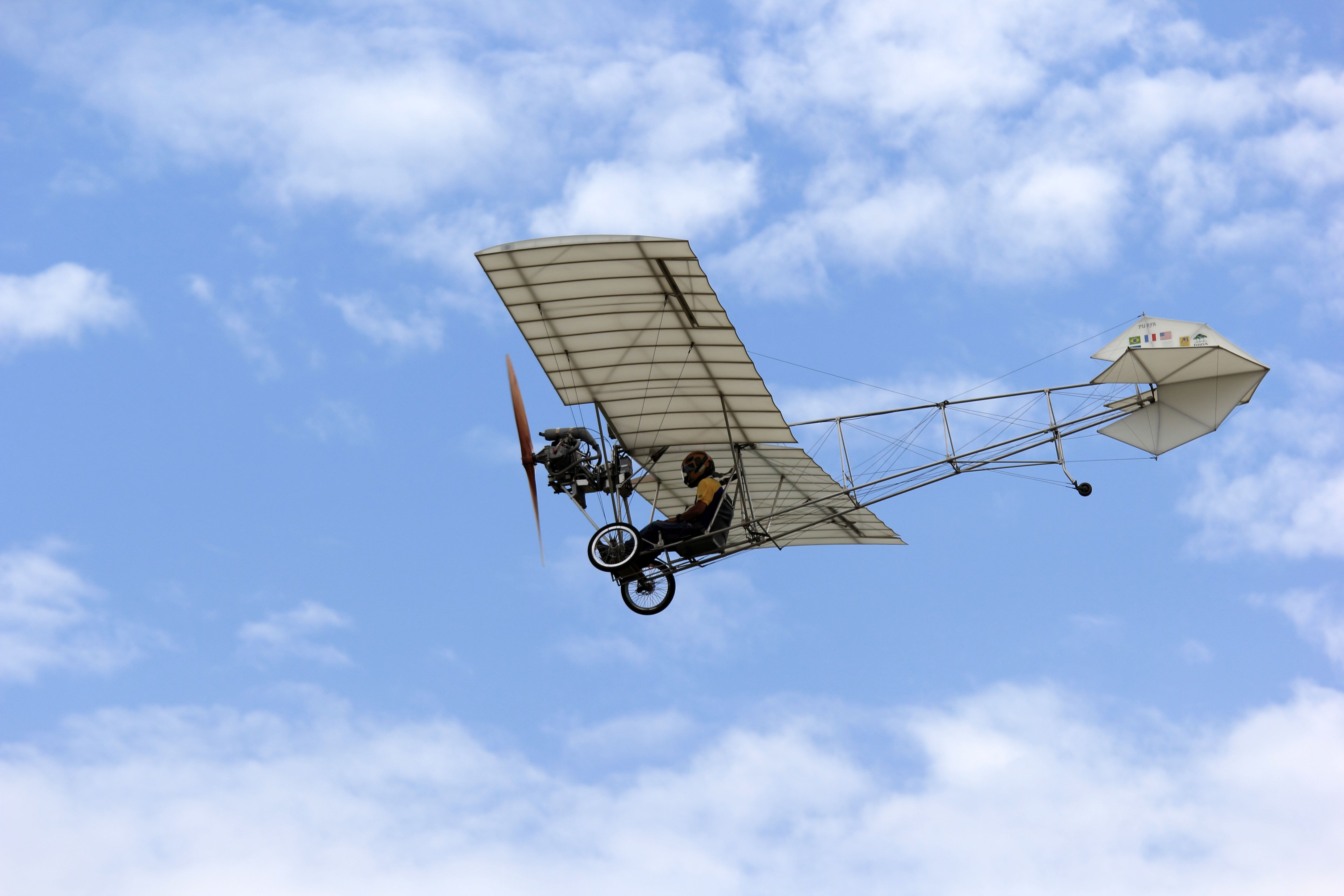
Vliegend replica van de Demoiselle (2013), Museu Aeroespacial (Rio de Janeiro)
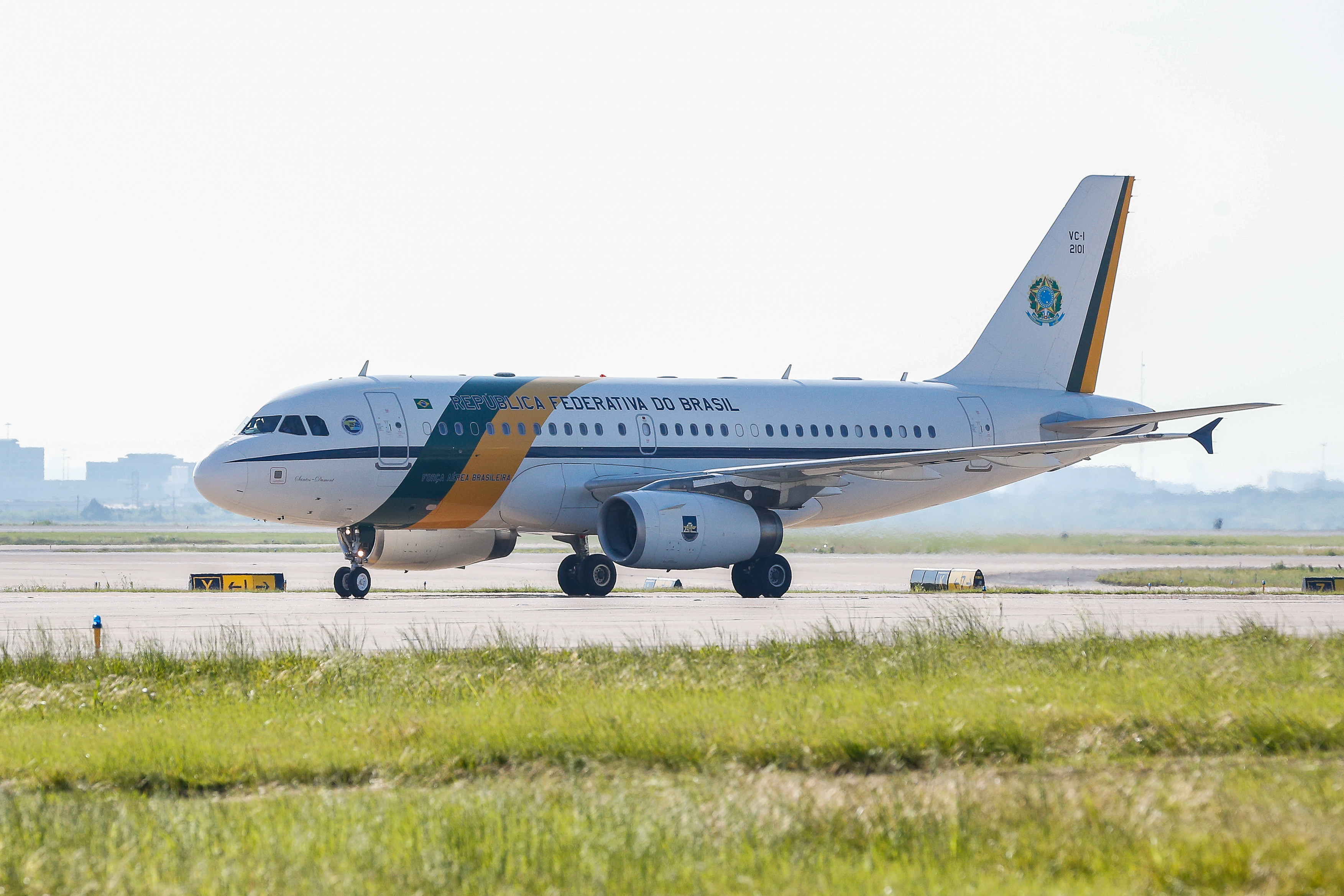
Presidentiële vliegtuig Santos-Dumont (2019)